# Lista de presbitérios da Igreja Presbiteriana do Brasil

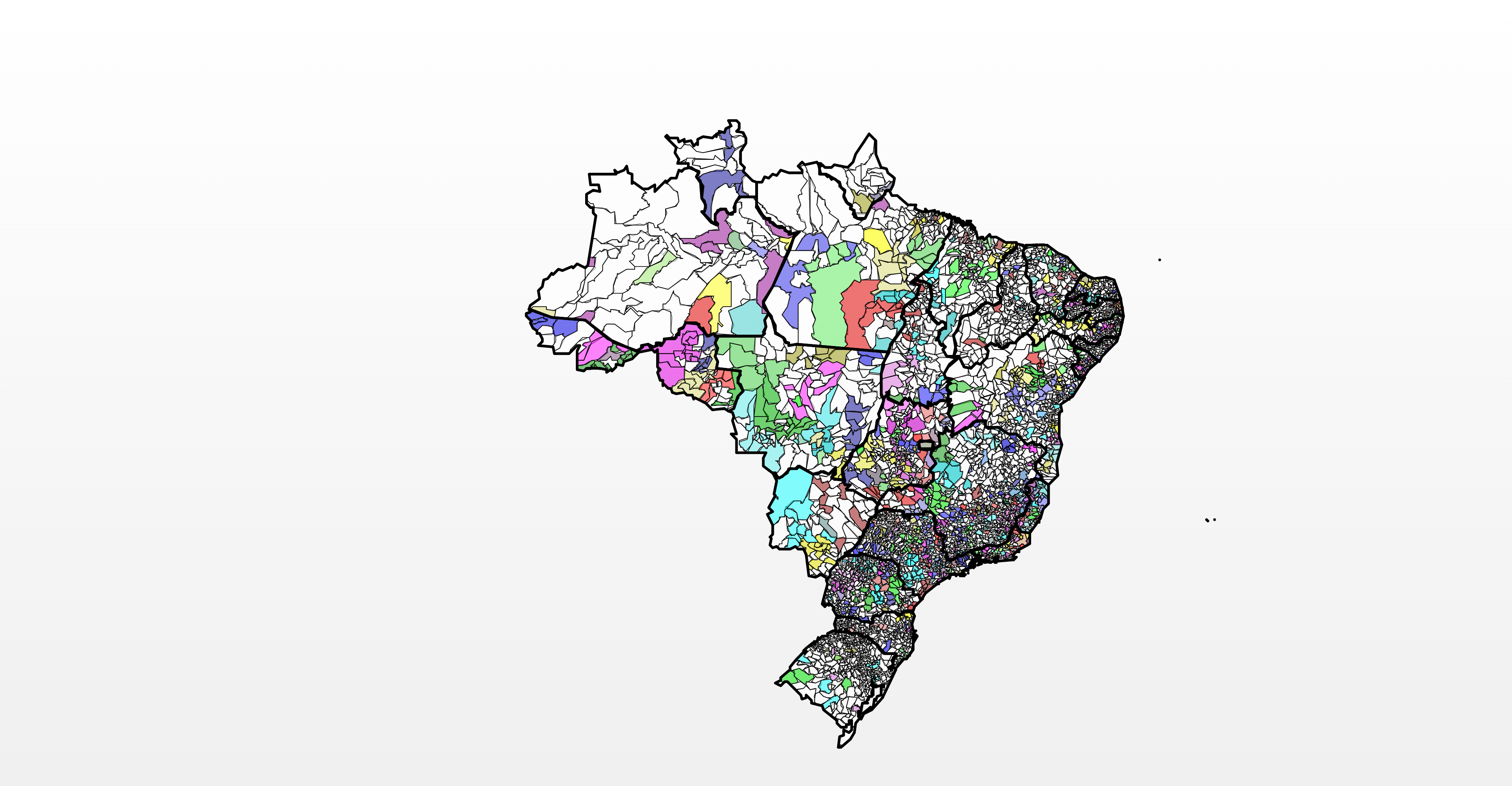
Mapa de Presbitérios da Igreja Presbiteriana do Brasil.

Esta lista contém todos os 390 presbitérios da Igreja Presbiteriana do Brasil, a partir de abril de 2025.
A divisão segue a mesma sequência que a adotada pela IPB:

## Região Norte
30 (trinta) presbitérios encontram-se nos 7 (sete) sínodos localizados na Região Norte do Brasil:
| Nome do Sínodo                  | Presbitérios | Quantidade | Localidades             |
| ------------------------------- | --- | ---------- | ----------------------- |
| Sínodo Acre (SAC)               | Presbitério Acre (PRAC); Presbitério Rio Branco (PRRB); Presbitério Vale do Juruá (PVJU) | 3          | Acre                    |
| Sínodo Carajás (SCJ)            | Presbitério Araguaia (PRAR); Presbitério Carajás (PRCA); Presbitério Centenário do Presbiterianismo do Pará (PCPP); Presbitério Leste da Transamazônica (PLTA) | 4          | Pará                    |
| Sínodo Marco Zero (SMZ)         | Presbiterio Marco Zero (PRMZ); Presbitério Nordeste do Pará (PNPA); Presbitério Amapá (PRAP) | 3          | Amapá, Pará             |
| Sínodo Noroeste do Brasil (SNB) | Presbitério Central de Rondônia (PCRO); Presbitério Porto Velho (PPVH); Presbitério Sul de Rondônia (PSRO); Presbitério Cone Sul de Rondônia (PCSR); Presbitério Vale do Rio Machado (PVRM)                                                                                 | 5          | Rondônia                |
| Sínodo Setentrional (SST)       | Presbitério Amazonas (PRAM); Presbitério Amazonense (PAMA); Presbitério Equatorial (PREQ); Presbitério Estado de Roraima (PRER);Presbitério Setentrional (PSET); Presbitério Manaus (PMAN) ; Presbitério Sul do Amazonas (PSAM); Presbitério Missionário do Amazonas (PBMA) | 8          | Amazonas, Pará, Roraima |
| Sínodo Tocantins (STO)          | Presbitério Norte do Tocantins (PNTO); Presbitério Sul do Tocantins (PSTS); Presbitério Tocantins (PSTN) | 3          | Tocantins               |
| Sínodo Tropical (STP)           | Presbitério Metropolitano Belém (PMBE); Presbitério Sul do Pará (PBSP); Presbitério Central da Transamazônica (PCTA); Presbitério de Tapajós (PRTA) | 4          | Pará                    |

## Região Nordeste
92 (noventa e dois) presbitérios encontram-se nos 22 (vinte e dois) sínodos localizados na Região Nordeste do Brasil:
| Nome do Sínodo                           | Presbitérios | Quantidade | Localidades          |
| ---------------------------------------- | --- | ---------- | -------------------- |
| Sínodo Agreste - Sul de Pernambuco (SAP) | Presbitério Agreste Pernambuco (PAPE); Presbitério Caruaru (PRCR); Presbitério Sul Pernambuco (PSPN) | 3          | Pernambuco           |
| Sínodo da Bahia (SBA)                    | Presbitério da Bahia (PSBA); Presbitério Metropolitano da Bahia (PMBA); Presbitério Missionário da Bahia (PMIB); Presbitério Recôncavo da Bahia (PRBA) | 4          | Bahia                |
| Sínodo Ceará (SDC)                       | Presbitério Ceará (PCEA); Presbitério Fortaleza (PFOR); Presbitério Leste do Ceará (PLCE); Presbitério Oeste de Fortaleza (PROF) | 4          | Ceará                |
| Sínodo Cearense Interiorano (SCI)        | Presbitério Central do Ceará (PCCE); Presbitério Região dos Inhamuns (PRDI); Presbitério Sul do Ceará (PSCE) | 3          | Ceará                |
| Sínodo Centro Sul do Maranhão (SCM)      | Presbitério Maranhão (PMAR); Presbitério Sul do Maranhão (PSMA); Presbitério Sudoeste do Maranhão (PSOM); Presbitério Central do Maranhão (PCTM) | 4          | Maranhão             |
| Sínodo Central Bahia (SCH)               | Presbitério Central Bahia (PSCB); Presbitério Chapada Diamantina (PSCD); Presbitério Litorâneo do Salvador (PSSA); Presbitério Soteropolitano (PRSO); Presbitério Dois de Julho (PRDJ) | 5          | Bahia                |
| Sínodo Central Pernambucano (SCB)        | Presbitério Centro de Pernambuco (PCPE); Presbitério Litoral Sul de Pernambuco (PSPE); Presbitério Metropolitano da Cidade do Recife (PMCR); Presbitério Oeste do Grande Recife (POGR); Presbitério Novo Recife (PRNR); Presbitério Alagoas (PRAL)                                                                             | 6          | Pernambuco e Alagoas |
| Sínodo Extremo Sul da Bahia (SEB)        | Presbitério Itamaraju (PITJ); Presbitério Terra Máter (PRTM); Presbitério Sul da Bahia (PESB) | 3          | Bahia                |
| Sínodo Garanhuns (SGA)                   | Presbitério Garanhuns (PGAR); Presbitério Petrolina (PRPE); Presbitério Vale do Pajeú (PRVP) | 3          | Pernambuco           |
| Sínodo Maranhão (SMA)                    | Presbitério Centro Oeste do Maranhão (PCMA); Presbitério Leste do Maranhão (PLMA); Presbitério Norte do Maranhão (PNMA); Presbitério São Luís (PSLS); Presbitério Central Do Maranhão (PCTM); Presbitério Ludovicense (PLSL)                                                                                                   | 6          | Maranhão             |
| Sínodo Norte do Ceará (SNC)              | Presbitério Centro Oeste Ceará (PCOC); Presbitério Noroeste Ceará (PNOC); Presbitério Norte Ceará (PNCE) | 3          | Ceará                |
| Sínodo Noroeste da Bahia (SNO)           | Presbitério Campo Formoso (PCFM); Presbitério Irecê (PIRC); Presbitério João Dourado (PRJD); Presbitério Noroeste da Bahia (PNOB) | 4          | Bahia                |
| Sínodo Chapada Diamantina (SCD)          | Presbitério Alto da Chapada (PACD); Presbitério Central da Chapada (PBCC); Presbitério Ponte Nova (PRPN) | 3          | Bahia                |
| Sínodo Oeste da Bahia (SOB)              | Presbitério Oeste da Bahia (PROB); Presbitério Vale do Rio São Francisco (PRSF); Presbitério Rio Corrente (PRRC) | 3          | Bahia                |
| Sínodo da Paraíba (SPB)                  | Presbitério Borborema (PBOR); Presbitério Brejo da Paraíba (PBPB); Presbitério Central da Paraíba (PCPB); Presbitério João Pessoa (PBJP); Presbitério Oeste da Paraíba (POPB); Presbitério Paraíba (PPRB); Presbitério Sul da Paraíba (PSPB); Presbitério Metropolitano da Paraíba (PMPB); Presbitério Leste da Paraíba (PLPB) | 9          | Paraíba              |
| Sínodo Pernambuco (SPE)                  | Presbitério Litoral Norte de Pernambuco (PLNP); Presbitério Norte Pernambuco (PNPE); Presbitério Capibaribe (PCAP); Presbitério Olinda (PROL); Presbitério Paulista (PRPA); Presbitério Pernambuco (PPNB); Presbitério Olinda Norte (POLN)                                                                                     | 7          | Pernambuco           |
| Sínodo Piauí (SIP)                       | Presbitério Centro Sul do Piauí (PCSP); Presbitério Norte Piauí (PNPI); Presbitério Piauí (PRPI) | 3          | Piauí                |
| Sínodo Rio Grande do Norte (SRN)         | Presbitério Alto Oeste Potiguar (PBAP); Presbitério Litorâneo do Rio Grande do Norte (PLRN); Presbitério Oeste Rio Grandense (PROR); Presbitério Potiguar (PPTG); Presbitério Rumo ao Sertão (PBRS); Presbitério Seridó do Rio Grande do Norte (PSRN); Presbitério Metropolitano de Natal (PMNT)                               | 7          | Rio Grande do Norte  |
| Sínodo Sergipe (SSE)                     | Presbitério Aracaju (PAJU); Presbitério Filadélfia Leste de Sergipe (PFLS); Presbitério Filadélfia Sudeste de Sergipe (PFSS); Presbitério Sul do Sergipe (PSSE); Presbitério Sergipe (PSER); Presbitério Maceió (PCMZ) | 6          | Sergipe e Alagoas    |
| Sínodo Sesquicentenário (SSC)            | Presbitério Centro do Recife (PCRE); Presbitério Litorâneo Pernambuco (PLPE); Presbitério Recife (PRRE); Presbitério Centro de Alagoas (PCEN) | 4          | Pernambuco e Alagoas |
| Sínodo Sul da Bahia (SIB)                | Presbitério Itabuna (PITB); Presbitério Sudoeste da Bahia (PSSB); Presbitério Grapiúna (PRGP) | 3          | Bahia                |

## Região Sul
31 (trinta e um) presbitérios encontram-se nos 8 (oito) sínodos localizados na Região Sul do Brasil:
| Nome do Sínodo                         | Presbitérios | Quantidade | Localidades                       |
| -------------------------------------- | --- | ---------- | --------------------------------- |
| Sínodo Curitiba (SCT)                  | Presbitério Araucárias (PARC); Presbitério Curitiba (PCTB); Presbitério Parque Iguaçu (PPIG); Presbitério São José dos Pinhais (PSJP); Presbitério Metropolitano Norte Curitiba (PMNC); Presbitério Graciosa (PGRA) | 6          | Paraná                            |
| Sínodo Florianópolis (-)               | Presbitério Florianópolis (PFLO) ; Presbitério Metropolitano Norte de Florianópolis (PMNF); Presbitério Litorâneo Sul de Santa Catarina (PLSC)                                                                      | 3          | Santa Catarina                    |
| Sínodo Integração Catarinense (SIC)    | Presbitério Integração Catarinense (PRIC); Presbitério Litoral Catarinense (PLIC); Presbitério Norte Catarinense (PNCT)                                                                                             | 3          | Santa Catarina                    |
| Sínodo Meridional (SMD)                | Presbitério Cascavel (PRCV); Presbitério Iguaçu (PRIG); Presbitério Sudoeste Paranaense (PSPR); Presbitério Itaipu (PRPU)                                                                                           | 4          | Paraná                            |
| Sínodo Metropolitano de Londrina (SML) | Presbitério Cornélio Procópio (PRCP); Presbitério Grande Londrina (PRGL); Presbitério Londrina (PLON) | 3          | Paraná                            |
| Sínodo Norte do Paraná (SNP)           | Presbitério Maringá (PMGA); Presbitério Norte Novo Paraná (PNNP); Presbitério Vale do Ivaí (PRVI) | 3          | Paraná                            |
| Sínodo Sul do Brasil (SSB)             | Presbitério Oeste Catarinense (PROC); Presbitério Rio Grande do Sul (PRGS); Presbitério Vale dos Sinos (PRVS); Presbitério Gaúcho (PRGA)                                                                            | 4          | Rio Grande do Sul, Santa Catarina |
| Sínodo Vale do Tibagi (SVT)            | Presbitério Castro (PCST); Presbitério Imbituva (PRIM); Presbitério Norte Pioneiro (PRNP); Presbitério Ponta Grossa (PPGR); Presbitério Telêmaco Borba (PRTB)                                                       | 5          | Paraná                            |

## Região Sudeste
185 (cento e oitenta e cinco) presbitérios estão nos 45 (quarenta e cinco) sínodos localizados na Região Sudeste do Brasil:
| Nome do Sínodo                               | Presbitérios | Quantidade | Localidades                    |
| -------------------------------------------- | --- | ---------- | ------------------------------ |
| Sínodo Alto Paranaíba (-)                    | Presbitério Alto Paranaíba (PAPB); Presbitério Leste Alto Paranaíba (PLAP); Presbitério Nascente do Rio Paranaíba (PNAP); Presbitério Portal do Cerrado (PPCM) | 4          | Minas Gerais                   |
| Sínodo Baixada Fluminense (SBF)              | Presbitério Mesquita (PMEQ); Presbitério São João do Miriti (PSJM); Presbitério Vilar dos Teles (PVTL) | 3          | Rio de Janeiro                 |
| Sínodo Bauru (SBR)                           | Presbitério Araçatuba (PART); Presbitério Bauru (PBRU); Presbitério Presidente Prudente (PPRP); Presbitério São José do Rio Preto (PRIP); Presbitério Votuporanga (PRVT) | 5          | São Paulo                      |
| Sínodo Belo Horizonte (SBH)                  | Presbitério Alterosa (PALT); Presbitério Belo Horizonte (PBHZ); Presbitério Inconfidentes (PRIN); Presbitério Sesquicentenário (PBSC); Presbitério Sudoeste Belo Horizonte (PSBH) | 5          | Minas Gerais                   |
| Sínodo Campinas (SCP)                        | Presbitério Americana (PAMR); Presbitério Campinas (PCPN); Presbitério Metropolitano de Campinas (PMCP); Presbitério Santa Barbara D’Oeste (PSBO) | 4          | São Paulo                      |
| Sínodo Carioca (SCR)                         | Presbitério Carioca (PCRA); Presbitério Novo Oeste Rio (PNOR); Presbitério Oeste Rio de Janeiro (PORJ) | 3          | Rio de Janeiro                 |
| Sínodo Central Espiritossantense (SCE)       | Presbitério Centenário Espíritossantense (PRCE); Presbitério Central Espírito Santo (PCES); Presbitério Centro Capixaba (PRCC); Presbitério Norte Litorâneo (PRNL); Presbitério Serrano Espíritossantense (PRSE); Presbitério Sudeste Espírito Santo (PSES); Presbitério Vila Velha (PRVV); Presbitério Sul Litorâneo; Presbitério Foz do Rio Doce (PFRD) | 9          | Espírito Santo                 |
| Sínodo Costa do Sol (SCS)                    | Presbitério Cabo Frio (PRCF); Presbitério Costa do Sol (PRCS); Presbitério Macaé (PRMC); Presbitério Serramar (PRSM) | 4          | Rio de Janeiro                 |
| Sínodo Duque de Caxias (SCX)                 | Presbitério Duque de Caxias (PDCX); Presbitério Magé (PMAG); Presbitério Metropolitano Oeste (PBMO); Presbitério Norte Caxiense (PRNC) | 4          | Rio de Janeiro                 |
| Sínodo Espírito Santo-Rio (SER)              | Presbitério Bom Jesus do Itabapoana (PBJI); Presbitério Itapemirim (PITM); Presbitério Portal do Caparaó (PPCA); Presbitério Sul Capixaba (PRSC) | 4          | Espírito Santo, Rio de Janeiro |
| Sínodo Grande ABC (SAB)                      | Presbitério Santo André (PRSA); Presbitério São Bernardo do Campo (PRSB); Presbitério São Caetano do Sul (PSCS); Presbitério Reformado de Diadema (PRRD) | 4          | São Paulo                      |
| Sínodo Guanabara (SGB)                       | Presbitério Bento Ribeiro (PBBR); Presbitério Freguesia de Jacarepaguá (PFJP); Presbitério Guanabara (PGNB); Presbitério Jacarepaguá (PJPA); Presbitério Madureira (PMAD) | 5          | Rio de Janeiro                 |
| Sínodo Leste de Minas (SLM)                  | Presbitério Leste de Minas (PLMN); Presbitério Vale do Caparaó (PRVC); Presbitério Vale do Manhuaçu (PRVM) | 3          | Minas Gerais                   |
| Sínodo Leste de São Paulo (SLP)              | Presbitério Extremo Leste Paulistano (PELP); Presbitério Leste de São Paulo (PSSP); Presbitério Metropolitano de São Paulo (PREM) | 3          | São Paulo                      |
| Sínodo Leste Fluminense (SLF)                | Presbitério Alcântara (PALC); Presbitério Central Fluminense (PCEF); Presbitério Fluminense (PFLU); Presbitério Niterói (PNTR) | 4          | Rio de Janeiro                 |
| Sínodo Limeira (SLA)                         | Presbitério Brotas (PBRO); Presbitério Leme (PLME); Presbitério Limeira (PLMR); Presbitério Rio Claro (PRCL); Presbitério São Carlos (PSCL) | 5          | São Paulo                      |
| Sínodo Litoral Paulista (SLI)                | Presbitério Santos (PRST); Presbitério São Vicente (PRSV); Presbitério Sul do Vale do Ribeira (PSVR); Presbitério Vale do Ribeira (PVRB) | 4          | São Paulo                      |
| Sínodo Metropolitano de Belo Horizonte (SMB) | Presbitério Centro Metropolitano de Belo Horizonte (PCEM); Presbitério Leste Belo Horizonte (PLBH); Presbitério Região Venda Nova (PRVN) | 3          | Minas Gerais                   |
| Sínodo Minas-Espírito Santo (SME)            | Presbitério Noroeste Capixaba (PNCA); Presbitério Norte Espírito Santo (PRNE); Presbitério Resplendor (PRSP); Presbitério Vale de São Mateus (PVSM) | 4          | Espírito Santo, Minas Gerais   |
| Sínodo Mojiana (SIM)                         | Presbitério São João da Boa Vista (PRSJ); Presbitério Vale do Rio Pardo (PVRP); Presbitério Vale Rio Grande (PVRG); Presbitério Baixa Mojiana (PRBM) | 4          | Minas Gerais, São Paulo        |
| Sínodo Norte de Minas (SNM)                  | Presbitério Montes Claros (PMOC); Presbitério Norte de Minas (PNTM); Presbitério Salinas (PSAL); Presbitério Vale do Jequitinhonha (PRVJ) | 4          | Minas Gerais                   |
| Sínodo Norte Fluminense(SNF)                 | Presbitério Campos (PCMP); Presbitério Itaperuna (PREI); Presbitério Norte Fluminense (PRNF) | 3          | Rio de Janeiro                 |
| Sínodo Norte Paulistano (SPN)                | Presbitério Centro Norte Paulistano (PRCN); Presbitério Guarulhos (PREG); Presbitério Leste Paulistano (PLSP); Presbitério Norte Paulistano (PNPT); Presbitério Cantareira (PBCA) | 5          | São Paulo                      |
| Sínodo Nova Iguaçu                           | Presbitério Nilópolis (PNIL); Presbitério Nova Iguaçu (PNIG); Presbitério Miguel Couto | 3          | Rio de Janeiro                 |
| Sínodo Oeste de Belo Horizonte (SOH)         | Presbitério Betim (PBET); Presbitério Central de Contagem (PCEC); Presbitério Contagem (PBCT); Presbitério Eldorado (PREL); Presbitério Oeste de Belo Horizonte (POBH) | 5          | Minas Gerais                   |
| Sínodo Oeste de Minas (SOM)                  | Presbitério Alto Rio Grande (PARG); Presbitério Oeste de Minas (POMN); Presbitério Região dos Lagos (PRLA) | 3          | Minas Gerais                   |
| Sínodo Oeste Fluminense (SOF)                | Presbitério Belford Roxo (PRBR); Presbitério Japeri (PRJP); Presbitério Queimados (PRQM); Presbitério Serra Azul (PRAZ); Presbitério Central Nilopolitano (PCNI) | 5          | Rio de Janeiro                 |
| Sínodo Oeste do Rio de Janeiro (SOR)         | Presbitério Campo Grande - RJ (PCGR); Presbitério Campo Grande Guaratiba (PCGG); Presbitério Costa Verde (PCVD); Presbitério Litoral Sul (PSUL); Presbitério Mangaratiba (PMTB) | 5          | Rio de Janeiro                 |
| Sínodo Oeste de São Paulo (SOP)              | Presbitério Araraquara (PARQ); Presbitério Franca (PRFN); Presbitério Ribeirão Preto (PRPT); Presbitério de Barretos (PBTS) | 4          | São Paulo                      |
| Sínodo Pampulha (SPA)                        | Presbitério Centenário Belo Horizonte (PCBH); Presbitério Metropolitano de Belo Horizonte (PMBH); Presbitério Norte Belo Horizonte (PNBH); Presbitério Ribeirão das Neves (PRDN) | 4          | Minas Gerais                   |
| Sínodo Paulistano (SPL)                      | Presbitério Central Paulistano (PCPL); Presbitério Paulistano (PLIS); Presbitério Suleste Paulistano (PSLP) | 3          | São Paulo                      |
| Sínodo Piratininga (SPI)                     | Presbitério Piratininga (PPIR); Presbitério Sudeste Paulistano (PSEP); Presbitério Sul Paulistano (PSPA) | 3          | São Paulo                      |
| Sínodo Rio de Janeiro (SRJ)                  | Presbitério Ilha do Governador (PIGV); Presbitério Rio de Janeiro (PRJN); Presbitério Rio Leopoldina (PRLD); Presbitério Rio Norte (PRNT); Presbitério Redentor (PRDT); Presbitério Rio Leopoldina (PRLD) | 6          | Rio de Janeiro                 |
| Sínodo Rio Doce (SRD)                        | Presbitério Centenário Leste de Minas (PCLM); Presbitério Governador Valadares (PRGV); Presbitério Médio Rio Doce (PMRD); Presbitério Norte de Valadares (PRNV); Presbitério Rio Doce (PRDC) | 5          | Minas Gerais                   |
| Sínodo São Paulo (SSP)                       | Presbitério Bandeirantes (PBRT); Presbitério Cotia (PRCO); Presbitério de São Paulo (PPSP); Presbitério Oeste Paulistano (PROP); Presbitério Pinheiros (PPNH) | 5          | São Paulo                      |
| Sínodo Serrano Fluminense (SRF)              | Presbitério Nova Friburgo (PNFR); Presbitério Serrano (PSNO); Presbitério Sul de Nova Friburgo (PSNF) | 3          | Rio de Janeiro                 |
| Sínodo Sorocaba (SSR)                        | Presbitério Indaiatuba (PRID); Presbitério Leste Sorocabano (PRLS); Presbitério Sorocaba (PSRC); Presbitério Metropolitano De Sorocaba (PMSR) | 4          | São Paulo                      |
| Sínodo Sudoeste Paulista (SDP)               | Presbitério Botucatu (PBTU); Presbitério Itapetininga (PITT); Presbitério Itapeva (PRIV); Presbitério Médio Paranapanema (PRMP); Presbitério Tatuí (PITI) | 5          | São Paulo                      |
| Sínodo Sul de Minas (SSM)                    | Presbitério Circuito das Águas (PCAG); Presbitério Itajubá (PBIT); Presbitério Sul de Minas (PSMN) | 3          | Minas Gerais                   |
| Sínodo Sul Fluminense (SSF)                  | Presbitério Barra do Piraí (PRBP); Presbitério Sul Fluminense (PSFL); Presbitério Volta Redonda (PRVR) | 3          | Rio de Janeiro                 |
| Sínodo Triângulo Mineiro (STM)               | Presbitério Pontal do Rio Grande (PPRG); Presbitério Pontal Triângulo Mineiro (PPTM); Presbitério Triângulo Mineiro (PTMN); Presbitério Triângulo e Sul Goiano (PTSG); | 4          | Goiás, Minas Gerais            |
| Sínodo Unido (SUN)                           | Presbitério Aliança (PALI); Presbitério Bragantino (PBGT); Presbitério Pirituba (PREP); Presbitério Unido (PRUN) | 4          | São Paulo                      |
| Sínodo Vale do Aço (SVA)                     | Presbitério Central Vale do Aço (PCVA); Presbitério Leste Vale do Aço (PLVA); Presbitério Vale do Aço (PRVA); Presbitério Regional de Timóteo (PRTI) | 4          | Minas Gerais                   |
| Sínodo Vale do Paraíba (SVP)                 | Presbitério Alto Tietê (PRAT); Presbitério Centro Paulistano (PBCP); Presbitério Médio Vale do Paraíba (PMVP); Presbitério Nascente do Rio Tietê (PNRT); Presbitério Vale do Paraíba (PVPB); Presbitério São José dos Campos (PSJC) | 6          | São Paulo                      |
| Sínodo Zona da Mata Mineira (SZM)            | Presbitério Juiz de Fora (PJIF); Presbitério Juizforano (PRJF); Presbitério Zona da Mata Norte (PZMN) | 3          | Minas Gerais                   |

## Região Centro Oeste
50 (cinquenta) presbitérios encontram-se nos 13 (treze) sínodos localizados na Região Centro-Oeste do Brasil:
| Nome do Sínodo                  | Presbitérios | Quantidade | Localidades                                      |
| ------------------------------- | --- | ---------- | ------------------------------------------------ |
| Sínodo Anapolis (SAN)           | Presbitério Anápolis (PANA); Presbitério Norte de Anápolis (PNAN); Presbitério Sul de Anápolis (PSAN) | 3          | Goiás                                            |
| Sínodo Araguaia Tocantins (SAT) | Presbitério Ceres (PCRS); Presbitério Lago Serra da Mesa (PLSM); Presbitério Norte Goiano (PNGO); Presbitério Centro Oeste Goiano (PCOG)                                                                                     | 4          | Goiás, Tocantins                                 |
| Sínodo Bandeirantes de Brasília | Presbitério Serrano do Distrito Federal (PSDF); Presbitério Bandeirantes de Brasília (PRBB); Presbitério Guará (PRGU) | 3          | Distrito Federal                                 |
| Sínodo Brasília (SBS)           | Presbitério Alto Noroeste Mineiro (PANM); Presbitério Alvorada (PALV); Presbitério Brasília (PBSA); Presbitério Brasília Sul (PRBS); Presbitério Vale do Paranã (PVAP)                                                       | 5          | Distrito Federal, Goiás, Minas Gerais, Tocantins |
| Sínodo Brasil Central (SBC)     | Presbitério Goiânia (PGNA); Presbitério Leste de Goiânia (PLGN); Presbitério Metropolitano de Goiânia (PMGN); Presbitério Oeste de Goiânia (POSG); Presbitério Sudoeste de Goiânia (PSGN); Presbitério Sul de Goiânia (PSGA) | 6          | Goiás                                            |
| Sínodo Central Brasília (SBL)   | Presbitério Brasília Norte (PRBN); Presbitério Pioneiro de Brasília (PRPB); Presbitério Noroeste de Minas (PNOM) | 3          | Distrito Federal, Minas Gerais                   |
| Sínodo Centro América (SCA)     | Presbitério Centro América (PCAM); Presbitério Rondonópolis (PRON); Presbitério Várzea Grande (PVGD); Presbitério Central de Mato Grosso (PCMT)                                                                              | 4          | Mato Grosso                                      |
| Sínodo de Mato Grosso (SDM)     | Presbitério Centro Matogrossense (PRCM); Presbitério Noroeste Matogrossense (PNMT); Presbitério Oeste Matogrossense (PROM); Presbitério Tangará da Serra (PRTS)                                                              | 4          | Mato Grosso                                      |
| Sínodo Mato Grosso do Sul (SMS) | Presbitério Campo Grande (PCGE); Presbitério Dourados (PRDO); Presbitério Pantanal (PPAN) | 3          | Mato Grosso do Sul                               |
| Sínodo Matogrossense (SMT)      | Presbitério Alta Floresta (PRAF); Presbitério Sinop (PRES); Presbitério Cuiabá (PCBA); Presbitério Grande Morada da Serra (PGMS)                                                                                             | 4          | Mato Grosso                                      |
| Sínodo Planalto                 | Presbitério Distrito Federal (PRDF); Presbitério Planalto (PPLA); Presbitério Riacho Fundo (PBRF) | 3          | Distrito Federal, Goiás                          |
| Sínodo Sudoeste de Goiás (SSG)  | Presbitério Alto do Araguaia (PRAA); Presbitério Oeste de Goiás (PROG); Presbitério Sudoeste Goiás (PSGO); Presbitério Leste de Mato Grosso (PLMT); Presbitério Sul Goiano (PRSG)                                            | 5          | Goiás                                            |
| Sínodo Taguatinga (STG)         | Presbitério Taguatinga (PTAG); Presbitério Taguatinga Norte (PTAN); Presbitério Águas Claras (PBAC) | 3          | Distrito Federal, Goiás                          |